# Dolichopus townsendi
Dolichopus townsendi är en tvåvingeart som beskrevs av Aldrich 1922. Dolichopus townsendi ingår i släktet Dolichopus och familjen styltflugor.
Artens utbredningsområde är Arizona. Inga underarter finns listade i Catalogue of Life.